# بينفينيدو مارانيون
بينفينيدو مارانيون (بالإسبانية: Bienvenido Marañon)‏ (مواليد 15 مايو 1986) هو لاعب كرة قدم إسباني يلعب لصالح نادي سيريس–نيغروس الفلبيني كجناح أيمن. ولد بينفينيدو في إل بويرتو دي سانتا ماريا، قادس، أندلوسيا، وحصل على أول ظهور مع النادي المحلي ريو سانلوكييو في موسم 2005–06. وفي صيف عام 2007، انتقل إلى نادي قادش، وجرى تخصيصه للفريق الاحتياطي في الدرجة الثالثة.

## وصلات خارجية
- بينفينيدو مارانيون على موقع قاعدة بيانات كرة القدم.إي يو (الإنجليزية)
- بينفينيدو مارانيون على موقع ناشيونال فوتبول تيمز (الإنجليزية)
- بينفينيدو مارانيون على موقع Soccerway.com (الإنجليزية)

- بينفينيدو مارانيون على موقع قاعدة بيانات كرة القدم.إي يو (الإنجليزية)
- بينفينيدو مارانيون على موقع ناشيونال فوتبول تيمز (الإنجليزية)
- بينفينيدو مارانيون على موقع Soccerway.com (الإنجليزية)
- Bienve  على سكروي